# Rustam Cynia
Rustam Hryhorowycz Cynia, ukr. Рустам Григорович Циня (ur. 17 czerwca 1991 w Odessie) – ukraiński piłkarz, grający na pozycji obrońcy.

## Kariera piłkarska

### Kariera klubowa
Wychowanek klubów Czornomoreć Odessa i Sheriff Tyraspol. W 2009 rozpoczął karierę piłkarską w podstawowej jedenastce Sheriffa Tyraspol, skąd w sezonie 2010/11 został wypożyczony do FC Tiraspol. W składzie Sheriffa 26 sierpnia 2009 zadebiutował w Lidze Mistrzów UEFA w meczu przeciwko Olympiakosu Pireus. W 2012 powrócił do Ukrainy, gdzie zasilił skład SKA Odessa. W 2013 roku przeniósł się do zespołu Reał Farma Owidiopol.

### Kariera reprezentacyjna
W 2007 debiutował w juniorskiej reprezentacji Ukrainy U-17. W 2010 występował w reprezentacji U-19.

## Sukcesy i odznaczenia

### Sukcesy klubowe
- mistrz Mołdawii: 2010
- zdobywca Pucharu Mołdawii: 2010